# Slavičky
Slavičky (in tedesco Slawitschka) è un comune della Repubblica Ceca facente parte del distretto di Třebíč, nella regione di Vysočina.